# ヌヨリカン・プロダクションズ
ヌヨリカン・プロダクションズ（Nuyorican Productions, Inc.）は、2001年にジェニファー・ロペスとベニー・メディナによって設立されたアメリカ合衆国の制作会社。

## 仕事 (選択)

### 映画
| # | 年   | 題名                                                  | 上映時間 | 備考 | ノート |
| 1 | 2006 | エル・カンタンテ（El Cantante）                       | 114分    |      |        |
| 2 | 2015 | ジェニファー・ロペス 戦慄の誘惑 （The Boy Next Door） | 90分     |      |        |
| 3 | 2018 | セカンド・アクト（Second Act）                        | 104分    |      | [ 3 ]  |
| 4 | 2019 | ハスラーズ（Hustlers）                                | 110分    |      | [ 4 ]  |
| 5 | 2022 | ショットガン・ウェディング（Shotgun Wedding）         |          |      |        |

### テレビ
| 製造年数 | 題名                              | 備考 | ノート |
| -------- | --------------------------------- | ---- | ------ |
| 2013–18  | フォスター家の事情（The Fosters） |      |        |

## オープニングロゴ
会社のロゴはエンパイア・ステート・ビルディングのレプリカで、近くにココヤシの木がある。